# سيريلو سواسيدو
سيريلو سواسيدو (بالإسبانية: Cirilo Saucedo) (5 يناير 1982 بمدينة مكسيكو في المكسيك - ) هو لاعب كرة قدم مكسيكي في مركز حراسة المرمى. شارك مع منتخب المكسيك لكرة القدم. أما مع النوادي، فقد لعب مع تايجرز أونال وكلوب ليون ونادي تيخوانا وتيبورونيس روخوس دي فيراكروز ودورادوس سينالوا ونادي موريليا الرياضي وIndios de Ciudad Juárez ‏.

## وصلات خارجية
- سيريلو سواسيدو على موقع إي إس بي إن إف سي (الإنجليزية)
- سيريلو سواسيدو على موقع قاعدة بيانات كرة القدم.إي يو (الإنجليزية)
- سيريلو سواسيدو على موقع ناشيونال فوتبول تيمز (الإنجليزية)
- سيريلو سواسيدو على موقع Soccerway.com (الإنجليزية)
- سيريلو سواسيدو على موقع أوليمبيديا (الإنجليزية)
- سيريلو سواسيدو على موقع AS.com (الإسبانية)